# Эжанг, Огюстина
Огюстина Сильвия Эжанг Силики (фр. Augustine Silvia Ejangue Siliki; 19 января 1989, Дуала) — камерунская футболистка, защитница. Игрок сборной Камеруна.

## Биография

### Клубная карьера
Начинала играть в футбол на родине за клубы «Сава Юнайтед», «АС Нгондикам» и «Франк Роллисек» из Дуалы, а также в Экваториальной Гвинее за «Аквилас Вердес» и в Эмиратах за «Этарек Юнайтед».
В 2011 году вместе с партнёршей по сборной Ажарой Ншут перешла в российский клуб «Энергия» (Воронеж) и стала бронзовым призёром чемпионата России 2011/12, сыграв 19 матчей. Однако по окончании сезона воронежский клуб лишился профессионального статуса. В сезоне 2012/13 играла за «Россиянку», с которой стала серебряным призёром, провела 9 матчей в чемпионате. Осенью 2012 года во время пребывания в Камеруне в распоряжении сборной перенесла малярию, из-за чего некоторое время не выступала. В составе обоих российских клубов выходила на поле в матчах женской Лиги чемпионов.
В начале 2014 года перешла в шведский клуб «Тюресо», однако команда из-за финансовых проблем снялась с чемпионата, не доиграв первый круг. Затем играла за норвежский «Амазон Гримстад» и датскую «Фортуну» (Йёрринг). Чемпионка и обладательница Кубка Дании сезона 2015/16.
В сезоне 2017/18 выступала в Испании за «Санта-Тереса», с этим клубом вылетела из высшего дивизиона. Затем некоторое время играла на родине, а сезон 2019 года провела в норвежском клубе «Арна-Бьорнар».

### Карьера в сборной
Была капитаном молодёжной сборной Камеруна.
С 2007 года выступала за национальную сборную Камеруна, провела за неё более 50 матчей. Участница Олимпиады 2012 года, чемпионатов мира 2015 и 2019 годов. Серебряный (2014, 2016) и бронзовый (2018) призёр чемпионата Африки.